# (11997) Fassel
(11997) Fassel (1995 YU9) – planetoida z pasa głównego asteroid okrążająca Słońce w ciągu 5,22 lat w średniej odległości 3,01 j.a. Odkryta 18 grudnia 1995 roku.